# 캅링크
"캅링크"(Cop Link)는 한국에서 제작된 박선욱 감독의 2000년 영화이다. 양리칭 등이 주연으로 출연하였다.

## 출연

### 주연
- 양리칭
- 양쟁
- 노혜광
- 종려시
- 이수현
- 막소총